# Merci Patron (chanson)
Pour les articles homonymes, voir Merci Patron.
Merci Patron est une chanson française du groupe vocal Les Charlots, écrite par Gérard Rinaldi et composée par Luis Régo, membres de ce groupe et sortie en 1971. 
Elle était principalement chantée par Gérard Rinaldi, accompagné par les autres membres du groupe pour le refrain et le jeu de scène.

## Création
Selon l'un des membres du groupe, Gérard Filippelli, l’idée de la chanson est née alors que le groupe rentrait d’un gala.

## Distribution
Le titre sort en 1971 sur un 45 tours, en face A, avec la chanson Berrystock en face B. 
Le sticker du vinyle d'origine indique le nom des deux auteurs, Gérard Rinaldi (paroles) et Luis Régo (musique), avec des arrangements d'Hervé Roy. 
La photo de la pochette, en noir et blanc, est réalisée dans les locaux de l’usine de gravure du label Vogue.

## Contenu

### Une chanson « humoristico-communiste »?
La chanson présente sous une forme comique et sarcastique le thème de l'exploitation des ouvriers par leur employeur, sur un rythme joyeux et entraînant signé Luis Régo. 
Le texte se termine par un rejet joyeux, mais sans appel du patron par les ouvriers, qui tiennent à le « remercier ».
En partie grâce au ton très enjoué de la musique et du texte à vocation humoristique procédant par inversion, la douleur du travail à l’usine se transforme en bonheur et les ouvriers vivent dans la joie leur condition. 
La chanson devient pendant les années 1970 un hymne récurrent des syndicalistes durant les manifestations, les grèves et les occupations d'usine.

### Les paroles
Quand on arrive à l’usine

La gaité nous illumine

L’idée de faire nos huit heures

Nous remplit tous de bonheur (ha ha ha ha)

D’humeur égale et joyeuse

Nous courons vers la pointeuse

Le temps d’enfiler nos bleus

Et nous voilà tous heureux

La ï ti la la    la ï ti la la ï hé

Merci patron (merci patron) merci patron (merci patron)

Quel plaisir de travailler pour vous

On est heureux comme des fous

Merci patron (merci patron) merci patron (merci patron)

Ce que vous faites ici bas

Un jour Dieu vous le rendra

Quand on pense à tout l’argent

Qu’aux fins de mois on vous prend

Nous avons tous un peu honte

D’être aussi près de nos comptes (ha ha ha ha)

Tout le monde à la maison

Vous adore avec passion

Vous êtes notre bon ange

Et nous chantons vos louanges

La ï ti la la    la ï ti la la ï hé

Merci patron (merci patron) merci patron (merci patron)

Quel plaisir de travailler pour vous

On est heureux comme des fous

Merci patron (merci patron) merci patron (merci patron)

Ce que vous faites ici bas

Un jour Dieu vous le rendra

Mais en attendant ce jour

Pour vous prouver notre amour

Nous voulons tous vous offrir

Un peu de notre plaisir (ha ha ha ha)

Nous allons changer de rôle

Vous irez limer la tôle

Et nous nous occuperons

De vos ennuis de patron

La ï ti la la    la ï ti la la ï hé

Nous s’rons patron (nous s’rons patron) nous s’rons patron (nous s’rons patron)

À vous l’plaisir de travailler pour nous

Vous s’rez heureux comme un fou

Nous s’rons patron (nous s’rons patron) nous s’rons patron (nous s’rons patron)

C’que vous avez fait pour nous

Nous le referons pour vous

Plus de patron (plus de patron) plus de patron (plus de patron)

On n’a jamais eu besoin de vous

On s’organise entre nous

Plus de patron (plus de patron) plus de patron (plus de patron)

Jamais eu besoin de vous

On s’organise entre nous !

## Popularité
Après Paulette, la reine des paupiettes, sortie quatre ans auparavant, cette chanson renforce la popularité du groupe auprès des Français. 
Après avoir longtemps accompagné le chanteur Antoine, Les Charlots assurent la première partie des spectacles de Claude François.

## Postérité
Un film avec Les Charlots et Louis de Funès, au titre identique, est envisagé en 1975 par le réalisateur Jean Girault, mais le projet n'aboutit pas.
En 2017, Les Goguettes en ont fait une reprise parodique, Merci Macron, interpellant le Président de la République française.
Le titre est repris par le journaliste et essayiste François Ruffin pour son film de 2016, d'esprit satirique.